# Кусов, Иван Алексеевич
Иван Алексеевич Кусов (1809—1865) — генерал-майор, участник русско-турецкой войны 1828—1829 годов и Венгерского похода 1849 года.

## Биография
Родился 5 февраля 1809 года.
В военную службу вступил в полевые инженеры, затем служил в лейб-гвардии Конно-пионерном эскадроне. Принимал участие в кампании против турок на Дунае.
18 октября 1833 года он в чине поручика был переведён в лейб-гвардии Сапёрный батальон с назначением адъютантом директора Инженерного департамента Военного министерства и инспектора инженерного корпуса генерал-лейтенанта М. Н. Клименко.
15 декабря 1837 года Кусов был переведён в Кавалергардский полк с назначением адъютантом штаба Гвардейского резервного кавалерийского корпуса и 15 марта 1838 года произведён в штабс-ротмистры. 6 декабря 1845 года получил чин ротмистра. 6 июня 1847 года Кусов был назначен старшим адъютантом штаба военно-учебных заведений.
Произведённый 21 апреля 1848 года в полковники Кусов в следующем году принял участие в походе в Венгрию. 26 ноября 1850 года он был награждён орденом св. Георгия 4-й степени (№ 8409 по кавалерскому списку Григоровича — Степанова). 1 января 1851 года пожалован орденом Св. Анны II степени с императорской короной.
В начале 1850-х годов Кусов вышел в отставку с производством в генерал-майоры и скончался 6 августа 1865 года в Санкт-Петербурге, похоронен на Смоленском православном кладбище.